# 창녕 관룡사 승탑
창녕 관룡사 부도(昌寧 觀龍寺 浮屠)는 대한민국 경상남도 창녕군 창녕읍, 관룡사 내에 있는 7기의 승탑 중 하나이다.
1983년 7월 20일 경상남도의 문화재자료 제19호 관룡사부도로 지정되었다가, 2018년 12월 20일 현재의 명칭으로 변경되었다.

## 개요
부도란 승려의 무덤을 상징하여 그 유골이나 사리를 모셔둔다. 이 부도는 관룡사 내에 있는 7기의 부도 중 하나로, 절 북쪽의 화왕산으로 오르는 길 옆에 자리하고 있다.
2단의 바닥돌 위로, 아래·가운데·위의 세 받침돌로 이루어진 기단(基壇)을 쌓고, 공모양의 탑몸돌을 올린 후 사각 지붕돌을 올린 모습으로, 아래에 비해 윗부분의 몸집이 더 커 보인다. 아래 받침돌은 옆면마다 두 개의 공간을 만들어 무늬를 넣고, 윗면에는 연꽃무늬를 둘러 새겼다. 가운데 받침돌 역시 조각을 두었으나 무늬가 뚜렷치 않고, 윗받침돌 밑면에 새긴 연꽃무늬 역시 많이 닳아있는 상태이다. 지붕돌의 꼭대기에는 머리장식이 있었을 듯 하나 지금은 그 흔적만 남아있다.
부도의 구조와 조각솜씨들로 보아 고려시대의 것으로 추정되며, 비록 많이 닳아있긴 하나, 창녕군의 대표적인 부도라 할 만큼 아름답고 정교한 작품이다.

## 같이 보기
- 관룡사

## 참고 자료
- 창녕 관룡사 승탑 - 국가유산청 국가유산포털